# Sexualität des Menschen
| Dieser Artikel wurde aufgrund von inhaltlichen Mängeln auf der Qualitätssicherungsseite der Redaktion Sexualität eingetragen. Dies geschieht, um die Qualität der Artikel aus dem Themengebiet Sexualität auf ein akzeptables Niveau zu bringen. Hilf mit, die inhaltlichen Mängel dieses Artikels zu beseitigen, und beteilige dich an der Diskussion. |

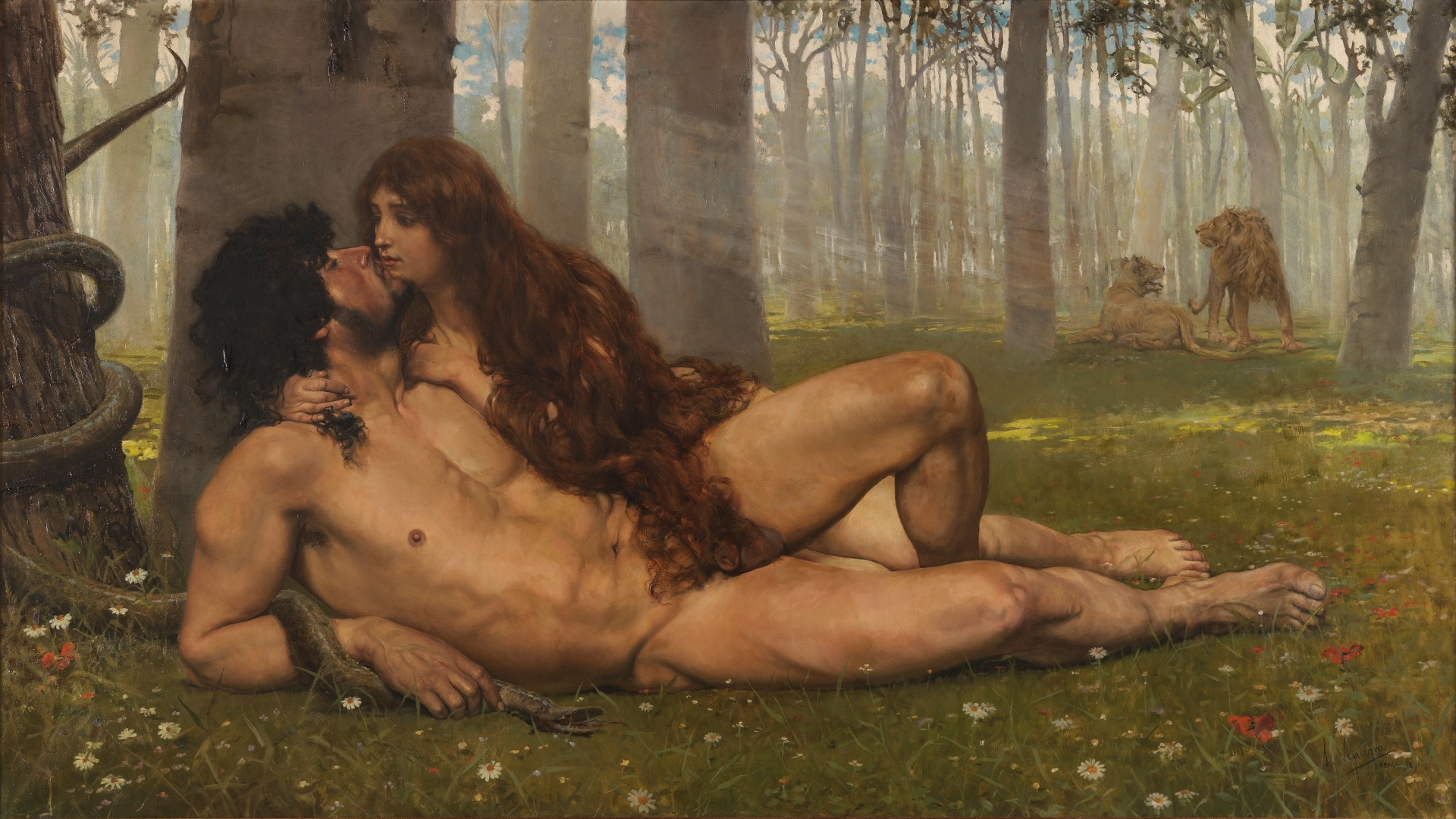
Der erste Kuss von Adam und Eva (Gemälde von Salvador Viniegra, 1891)

Die Sexualität des Menschen oder menschliche Sexualität ist im weitesten Sinne die Gesamtheit der Lebensäußerungen, Verhaltensweisen, Emotionen und Interaktionen von Menschen in Bezug auf ihr Geschlecht. Die Humanbiologie betrachtet menschliche Sexualität hinsichtlich ihrer Funktion bei der Neukombination von Erbinformationen im Rahmen der geschlechtlichen Fortpflanzung. Im Zentrum stehen dabei menschliche Geschlechtsunterschiede zwischen Mann und Frau. Im sozio- und verhaltensbiologischen Sinn umfasst die Sexualität des Menschen die Formen dezidiert geschlechtlichen Verhaltens zwischen Sexualpartnern. Das Sexualverhalten des Menschen hat – wie das vieler Wirbeltiere – über Fortpflanzung und Genomaustausch hinaus zahlreiche Funktionen im Sozialgefüge einer Population. Aus der Perspektive der Psychologie kann die Sexualität mit verschiedenen Betrachtungsweisen behandelt werden. Sexualität gilt hierbei als ein primäres Motiv für menschliches Verhalten, sie hat eine instrumentelle Funktion (Reproduktion, Aufrechterhaltung einer intimen Beziehung, Selbstbestätigung) und steht in Interaktion mit emotionalen Zuständen.

## Definition
“Sexuality is a central aspect of being human throughout life and encompasses sex, gender identities and roles, sexual orientation, eroticism, pleasure, intimacy and reproduction. Sexuality is experienced and expressed in thoughts, fantasies, desires, beliefs, attitudes, values, behaviours, practices, roles and relationships. While sexuality can include all of these dimensions, not all of them are always experienced or expressed. Sexuality is influenced by the interaction of biological, psychological, social, economic, political, ethical, legal, historical, religious and spiritual factors”

„Sexualität ist ein zentraler Aspekt des Menschseins über die gesamte Lebensspanne hinweg und umfasst das biologische Geschlecht, die Geschlechtsidentitäten, die Geschlechterrollen, sexuelle Orientierung, Erotik, Lust, Intimität und Fortpflanzung. Sie wird erfahren und äußert sich in Gedanken, Fantasien, Begierden, Überzeugungen, Einstellungen, Werten, Verhaltensweisen, Praktiken, Rollen und Beziehungen. Während Sexualität all diese Aspekte beinhalten kann, werden nicht alle ihre Dimensionen immer erfahren oder ausgedrückt. Sexualität wird durch das Zusammenwirken biologischer, psychologischer, sozialer, wirtschaftlicher, politischer, ethischer, rechtlicher, religiöser und spiritueller Faktoren beeinflusst.“

Die Sexualität des Menschen ist Forschungsgegenstand der Sexualwissenschaft. Auch die meisten Humanwissenschaften befassen sich unter anderem mit dem Thema der menschlichen Sexualität. Besonders medizinische, psychologische, soziale und kulturelle Faktoren werden dabei als bedeutsam für die Sexualität des Menschen betrachtet. Sexualität zählt zu den menschlichen Grundbedürfnissen, und zwar sowohl in physiologischer als auch in sozialer Hinsicht.

## Biologische Aspekte

Klassische Symbole für weiblich und männlich

Die Entwicklung von durch Hormone gesteuerten Organismen war ein wichtiger Schritt zur Herausbildung sexueller Verhaltensweisen. Neben der Fortpflanzung mittels Austausch von Erbinformationen haben diese bei höheren Organismen teils auch eine soziale Bedeutung, insbesondere bei den Primaten wie dem Menschen.
Bei vielen Tieren, vor allem bei allen Säugetieren, besteht das Sexualverhalten aus einer Abfolge von Aktionen und Reaktionen der Sexualpartner, die sich jeweils „sehr spezifisch gegenseitig verstärken. […] Das bedeutet, daß unter anderem das Sexualverhalten bei ihnen nicht rein ‚instinktiv‘ ist, das heißt, nicht ausschließlich aus ihnen selbst heraus bestimmt.“ Vielmehr ist das Sexualverhalten der Säugetiere – und insbesondere der Menschenaffen – „in hohem Maß von Übung und Erfahrung“ abhängig. „Menschen ist die Fähigkeit zu bestimmten grundlegenden sexuellen Reaktionen angeboren, sie sind aber nicht spezifisch auf Paarung ‚programmiert‘. Sie sind daher fast ganz auf Beobachtung und Erfahrung angewiesen. Ihr Sexualverhalten ist außerordentlich variabel“. Die menschliche Fortpflanzung und die Sexualhormone sind aus physiologischer Sicht jedoch eng damit verbunden.
Während man früher annahm, dass sich die Sexualität des Menschen erst mit der Pubertät entwickelt, gilt es heute als anerkannt, dass auch Kinder schon sexuelle Regungen haben können (siehe auch kindliche Sexualität).

## Sexualität und Gesellschaft
Die Sexualität des Menschen und die Sexualmoral beeinflussen seine Psyche, seine persönliche Entwicklung, die Formen seines Zusammenlebens und auch die Sozialstruktur, also die Kultur und Gesellschaft, in der er lebt. Das Sexualverhalten des Menschen weist eine Vielzahl sexueller Orientierungen auf. Dazu gehören neben der Heterosexualität, bei der der Sexualtrieb (siehe auch Begierde) ausschließlich auf das andere Geschlecht gerichtet ist, die Homosexualität und die Bisexualität, bei der sich das Interesse auf das gleiche Geschlecht bzw. auf beide richtet. Bei der Asexualität besteht hingegen kein Verlangen nach Sex im Allgemeinen. Die Pansexualität ist als Begehren unabhängig vom Geschlecht einzuordnen.
Da die gesellschaftliche Akzeptanz sexueller Präferenzen Veränderungen im Laufe der Zeit unterliegt, ändern sich die Grenzen zwischen den gesellschaftlich legitimen bzw. legalen und den als schädlich eingeschätzten sexuellen Verhaltensweisen.
Die menschliche Sexualität ist in der Gesellschaft in den letzten Dekaden sowohl von einer Intimisierung und Privatisierung als auch von Massenmedialisierung und Kommerzialisierung geprägt. Eine grundlegende Umwälzung sozialer Verhältnisse durch eine Befreiung der Sexualität ist meist nicht zu erwarten.

## Geschichte

### Altertum
Bereits in Altertum und Antike ist das Verhältnis zur Sexualität je nach Kultur und Epoche äußerst unterschiedlich. Von einigen Hochkulturen (z. B. Griechenland) ist bekannt, dass Prostitution und offene Homosexualität in ihnen gesellschaftsfähig waren.

### Mittelalter

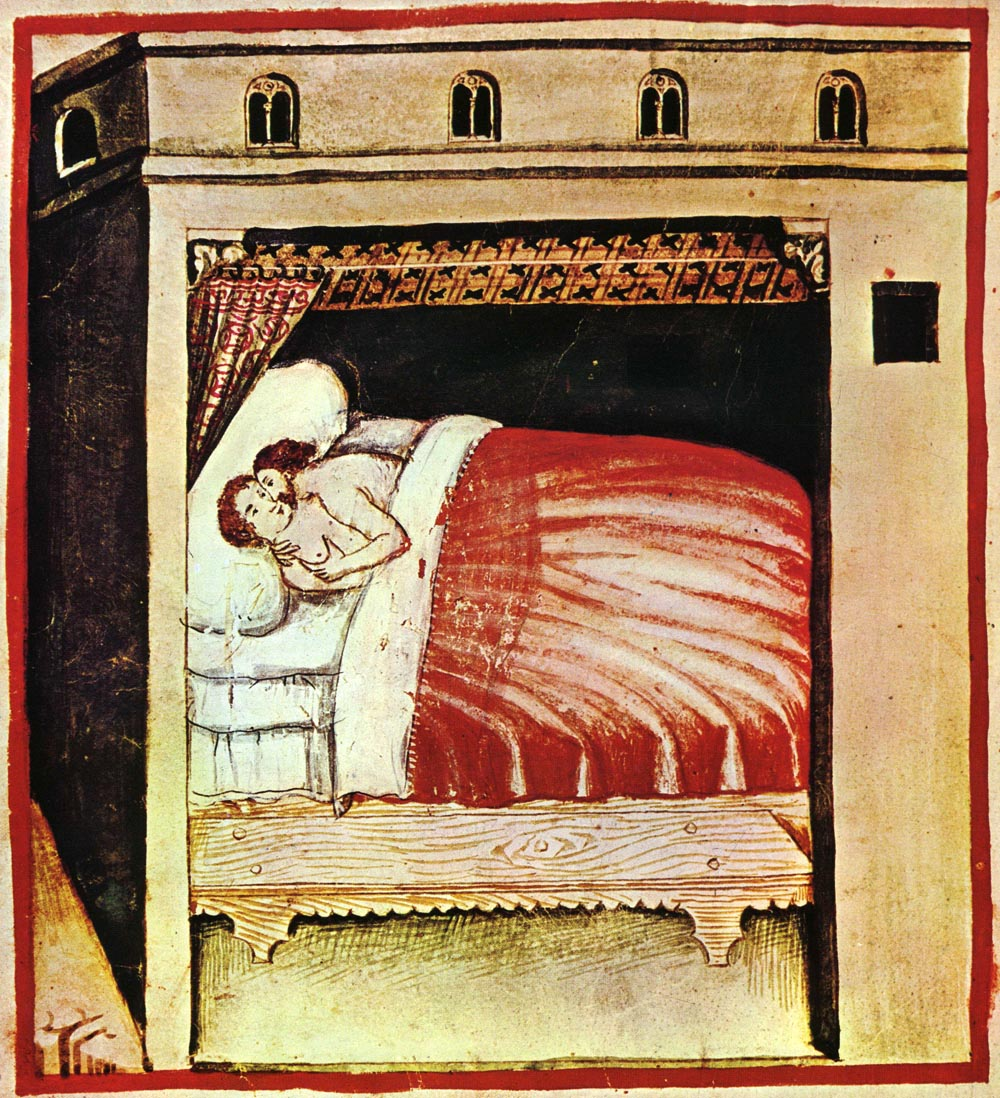
Buchmalerei im Tacuinum sanitatia, um 1500

Nur dem Vergnügen dienende Sexualität galt im Mittelalter meist als Sünde. Ausnahmen gab es bei Leiden an bestimmten Krankheiten, zu deren Therapie Ärzte (oder Literatur wie das Hausbuch Tacuinum sanitatis) den Beischlaf verordneten. Die Moral der christlichen Kirche ist seit dem Mittelalter zunehmend sexualfeindlich geprägt; Sexualität soll ausschließlich der Zeugung von Kindern dienen. Wollust wurde zu den Todsünden gerechnet und Homosexualität als abartig krankhaft und widernatürlich eingestuft. Eine rigide Einhaltung der Keuschheit wurde propagiert und die Sexualität in den Nimbus des Diabolischen gestellt. Ähnliche Entwicklungen finden sich – wenn auch mit zeitlicher Verzögerung – im Islam.

### Frühe Neuzeit
Während im spätmittelalterlichen Europa und in bestimmten Phasen der frühen Neuzeit – von den mittelalterlichen Badehäusern bis zu den absolutistischen Höfen – recht ungezwungene Sitten herrschten, breiteten sich mit dem Puritanismus und den Moralvorstellungen des viktorianischen England oder wilhelminischen Deutschland repressive Moralvorstellungen aus, mit denen man der Sexualität insgesamt misstrauisch gegenüberstand. Sie wurde z. B. als animalisch, roh und gefährlich angesehen, da sie die Grenzen der Vernunft zu sprengen drohte. Insbesondere in diesen Zeiten wurde der Frau keine selbstbestimmte Ausübung ihrer Sexualität zugestanden.

### Moderne

#### 19. Jahrhundert

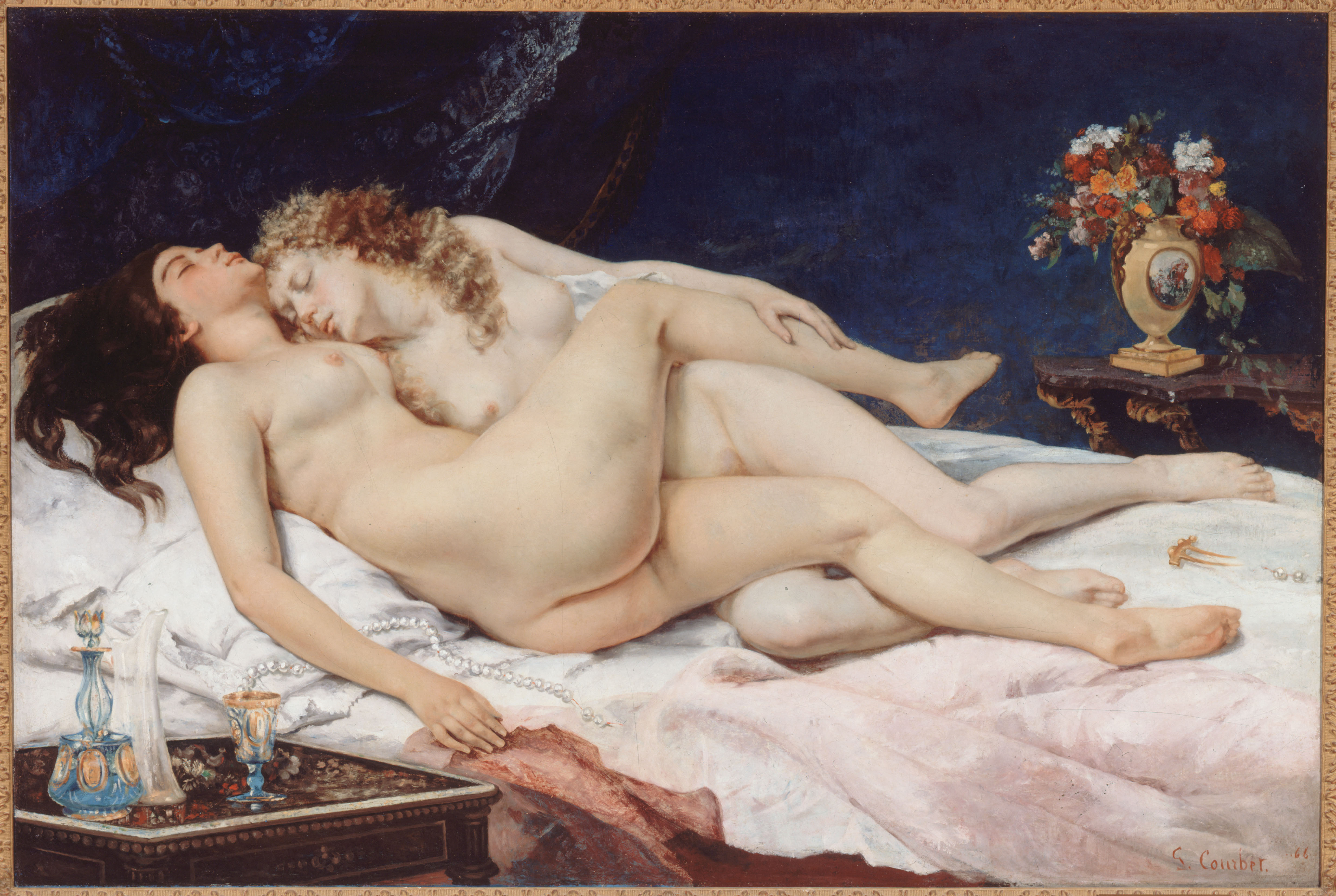
Gustave Courbet: Der Schlaf, 1866; erotische Darstellungen als Vorläufer von Pornografie

Im 19. Jahrhundert setzte eine massive Sexualerziehung ein, die vor allem an junge Männer adressiert war. In Handbüchern wie The Young Man’s Guide (William Andrus Alcott, 1833) und Lecture to Young Men on Chastity (Sylvester Graham, 1834) wurden diese eindringlich vor den vermeintlichen gesundheitsschädlichen Folgen der Masturbation, aber auch vor homosexuellen Handlungen gewarnt.

#### Sigmund Freud
Von wichtiger wissenschaftsgeschichtlicher Bedeutung ist das Konzept der Triebtheorie, das der Wiener Arzt und Begründer der Psychoanalyse, Sigmund Freud, Anfang des 20. Jahrhunderts entwickelte. Dieses Konzept sah die Psyche und die Entwicklung des Menschen zu einem erheblichen Teil von dem Sexualtrieb bestimmt. Freud beschrieb den Sexualtrieb zwar als biologisch begründet, erforschte ihn aber hauptsächlich in seiner psychologischen Ausprägung.
Die psychologische Erscheinungsform des Sexualtriebes bezeichnete er als Libido. Dieses Konzept spielte in der „klassischen“ Psychoanalyse eine wesentliche Rolle, da man dort annimmt, dass die psychische Entwicklung des Kindes erheblich durch seine Sexualität beeinflusst wird. Erhebliche Störungen in der psychosexuellen Entwicklung können zu Neurosen und Psychosen führen. Ganz im Gegensatz zu den kirchlichen Kritikern, die in der Entstehungszeit der Psychoanalyse Freud vorwarfen, er würde Pansexualismus und Unzucht fördern und zur Verrohung der Sitten beitragen, sah Freud die reine Anerkennung der individuellen Sexualität als Merkmal für psychische Gesundheit. Hierbei muss die Sexualität nicht ausgelebt werden. Auch wurde Freuds frühes und später verworfenes Konzept der Katharsis als Aufruf zur sexuellen Aktivität missverstanden. Freud legte durch seine enge Verknüpfung der Sexualität und der psychischen Entwicklung auch den Grundstein zur psychologischen Untersuchung der Perversionen, die heute als Paraphilien bezeichnet werden. Paraphilien bezeichnen sexuelles Verhalten, welches von der Norm abweicht.
Mit Freuds Psychoanalyse entstanden zu Beginn des 20. Jahrhunderts neue Vorstellungen und Theorien über die Rolle der Sexualität: Sie sei ein natürlicher Trieb, ihre Auslebung befreiend, notwendig und positiv, ihre Unterdrückung hingegen erzeuge Neurosen.

#### 20. Jahrhundert
Nicht nur hinsichtlich Freud gilt das 20. Jahrhundert als die Zeit der sexuellen Revolution(en). So machte etwa zu Beginn des Jahrhunderts Magnus Hirschfeld in Deutschland durch die Theorie vom „dritten Geschlecht“ und seine Forderungen nach Straffreiheit für Homosexuelle auf sich aufmerksam. Er gründete in Berlin das weltweit erste Institut für Sexualwissenschaft.
In den Jahren 1917/18 hatte Richard Oswald die dreiteilige Reihe von Aufklärungsfilmen über Geschlechtskrankheiten Es werde Licht! im Auftrag des deutschen Kriegsministeriums gedreht. Weil vom Ende des Ersten Weltkrieges bis 1920 keine Filmzensur in Deutschland existierte, folgte 1919 auf die Welle der „Aufklärungsfilme“ die der eigentlichen „spekulativen Sexfilme“, damals noch „Sittenfilme“ genannt. In den 1960er-Jahren wiederholte sich diese kommerziell-gesellschaftliche Entwicklung auf eine ähnliche Weise.
Seit den 1930er-Jahren ermöglichten Antibiotika erstmals eine effektive Behandlung übertragbarer Geschlechtskrankheiten, sodass das Argument, sexuelle Freizügigkeit werde mit unheilbarer Krankheit „bestraft“, von nun an immer mehr an Bedeutung verlor.
Nach Untersuchungen der US-amerikanischen Historikerin Dagmar Herzog war die Haltung zur Sexualität während des Nationalsozialismus nicht etwa durchgehend repressiv, sondern „doppelbödig“ und teilweise liberal – bei gleichzeitig starker Repression gegen Minderheiten:

„Kondome waren zugänglich, Vorschläge für bessere Orgasmen präsent, Freude an der Sexualität war erwünscht, die ganze Diskussion war eher sexpositiv eingestellt – für Nichthomosexuelle, Nichtbehinderte, Nichtjuden.“

In den 1950er-Jahren folgte ein Wandel zu einer deutlich konservativeren Einstellung. Bis in die 1960er hinein blieb eine oftmals als bigott angesehene Moral vorherrschend. So galten z. B. Zimmerwirte als Kuppler, wenn sie unverheirateten Paaren gemeinsame Schlafräume vermittelten. Sexualität war ein Tabu-Thema, über das in der Öffentlichkeit nicht gesprochen wurde. Erst die Welle der sexuellen Befreiung der 68er führte – zusammen mit der Aufklärungsliteratur und den Aufklärungsfilmen zum Beispiel von Oswalt Kolle – zu neuem Nachdenken über die sexuelle Lust.
Mit der zunehmenden Enttabuisierung der Sexualität rückte dieses Thema mehr in den Blickpunkt der Wissenschaft. Alfred Charles Kinsey erforschte ab den 1940er-Jahren das menschliche Sexualverhalten und stellte seine Erkenntnisse in den sogenannten Kinsey-Reports dar, die aufgrund ihrer Ergebnisse heftige Kontroversen auslösten. Die Erforschung der Sexualität und auch der sexuellen Störungen, die heute als behandlungsbedürftig angesehen werden, geht vor allem auf die Pioniere Masters und Johnson zurück, welche sich als Forscherduo der Sexualität widmeten. Helen Singer Kaplan entwickelte in den 1970er Jahren die Sexualtherapie.
Seit im Zuge der Aufklärung im 18. Jahrhundert ein wissenschaftlicher Diskurs zur Sexualität begonnen hatte, war dieser zunächst bestimmt durch einen biologistisch-essentialistischen Ansatz, der in der frühen Sexualwissenschaft noch weitgehend unwidersprochen blieb. Die Veröffentlichung von Michel Foucaults Der Wille zum Wissen sorgte ab 1977 für eine Verschiebung von der essentialistischen Betrachtung hin zu einer konstruktivistischen. Foucault zufolge konstituierte sich Sexualität als soziale Kategorie im 19. Jahrhundert. Eine konsistente kulturelle Idee geschlechtlichen Liebens im Sinne kultureller und sozialer Identität existierte zuvor nicht. Seine Theorie erwies sich als ausgesprochen einflussreich und setzte sich in den 1990er-Jahren im Zuge der „Essentialisten-Konstruktivisten-Kontroverse“ in der Sexualwissenschaft durch.
Laut Michel Foucault bildet Sexualität ein „pathologisches Gebiet“. Sexualität wird dadurch zugänglich für Kontrolle und Regulierung und für eine Unterscheidung von „normaler“ und „abweichender“ Sexualität. Damit ist es möglich, Sexualität für Institutionen wie die Wissenschaft und Medizin und ihren Experten zugänglich zu machen. Zwischen dem Experten und dem Individuum besteht eine Machtbeziehung. Die Differenzierung in „abweichend“ bietet die Möglichkeit des Eingriffs – z. B. durch Therapie – auf die Sexualität.
Die neosexuelle Revolution prophezeite den Wandel der kulturellen Sexual-, Intim- und Geschlechtsformen. Jedoch ist die hohe symbolische Bedeutung, die die Sexualität am Ende der sechziger Jahre hatte, wieder reduziert worden.
Das Auftreten der Immunschwächekrankheit AIDS in den 1980er Jahren führte zu Änderungen im Sexualverhalten der Menschen.
Die Queer-Theorie (englisch queer theory) ist eine seit Anfang der 1990er Jahre in den USA entwickelte Kulturtheorie, die den Zusammenhang von biologischem Geschlecht (englisch sex), sozialem Geschlecht (englisch gender) und sexuellem Begehren (englisch desire) kritisch untersucht. Die Queer-Theorie geht davon aus, dass die geschlechtliche und die sexuelle Identität durch Handlungen erzeugt werden (Doing Gender/Undoing Gender) und versucht sexuelle Identitäten, Machtformen und Normen zu analysieren und zu dekonstruieren.

#### 21. Jahrhundert
Ausgehend von der veränderte Sexualmoral wird die sexuelle Selbstbestimmung mehr und mehr zum Leitgedanken. Zahlreiche sexuelle Praktiken, Beziehungsformen (beispielsweise Partnerschaften, offene Beziehungen oder polyamore Beziehungen) und sexuelle Orientierungen sind in einigen Ländern zunehmend sozial akzeptiert oder wenigstens geduldet, solange Einverständnis zwischen den (erwachsenen) Beteiligten besteht, die Vorgaben des Strafrechts eingehalten und keine Dritten potentiell geschädigt oder belästigt werden.
Durch den Wegfall von wirtschaftlichen Zwängen entstehen nach Ansicht des Soziologen Anthony Giddens neue Beziehungsformen, die „reinen Beziehungen“. Sexualität sei in diesen das Medium für Nähe, Austausch, Offenheit, Verständnis, sich gesehen und gemeint fühlen. Reine Beziehungen bestünden nur, solange sie emotional und sexuell befriedigend sind.

## Psychologische Aspekte
Sexualität wurde hinsichtlich verschiedener psychologischer Aspekte untersucht. Man kann Sexualität aus psychophysiologischen und entwicklungspsychologischen Blickwinkeln betrachten. Außerdem können Aspekte des sexuellen Erlebens und Verhaltens vor dem Hintergrund von Persönlichkeitsmerkmalen und Geschlechterunterschieden differentialpsychologisch sowie im Kontext sozialpsychologischer Einflussfaktoren betrachtet werden. Auch die klinische Sexualforschung untersucht eine breite Palette von sexuellen Störungen.
Die Sichtweise auf Sexualität wurde hinsichtlich der Entwicklungspsychologie in seinen Anfängen durch Freud bestimmt und durch die Theorie der Psychoanalyse. Diese auf der Triebtheorie aufbauende Betrachtung wurde später mehrfach revidiert und ergänzt. Mittlerweile bietet die empirische Entwicklungspsychologie einen Umfang an überprüfbaren Befunden.
Schon bei Kindern können autoexploratorische und soziosexuelle Verhaltensweisen wie z. B. Zeigen und Anschauen des Genitales, Einführung von Gegenständen in Vagina und Anus beobachtet werden. Die Sexualentwicklung im Jugendalter lässt sich in 3 überschneidende Phasen einteilen: die Präadoleszenz, die frühe und späte Adoleszenz.
Bei Mädchen beträgt die Präadoleszenz die Jahre zwischen 10 und 12 und bei Jungen zwischen 11 und 13. Neben den physiologischen Veränderungen, wie z. B. dem Wachstum von Schambehaarung und der Ausprägung von Geschlechtsorganen, kommt es zu einem Bedürfnis nach Wahrung der Intimität, des Öfteren verbunden mit einem Schamgefühl. Die Bezugsgruppe ist die gleichgeschlechtliche Peergroup.
Die frühe Adoleszenz liegt bei Mädchen zwischen 12 und 14 Jahren und bei Jungen zwischen 13 und 15. Sie geht mit der ersten Menstruation bei Mädchen und mit der ersten Ejakulation bei Jungen einher. Bei den Jungen und Mädchen beginnt die Masturbation. Abgesehen von der Peergroup werden jetzt auch häufiger gegengeschlechtliche Kontakte gesucht. Erste Verabredungen und körperliche Annäherungen wie Küssen finden nun statt.
Von der späten Adoleszenz kann man bei Mädchen von dem Zeitraum zwischen 14 und 17 Jahren sprechen und bei Jungen von dem Zeitraum zwischen 15 und 18 Jahren. Beide Geschlechter erreichen nun die Fertilität. In dieser Phase entwickeln sich intime Beziehungen zwischen den Geschlechtern, wozu sexuelle Aktivitäten samt dem ersten Geschlechtsverkehr zählen.
Körperliche und psychische Veränderungen sowie durch Partnerschaft entstehende soziale Anforderungen stellen Entwicklungsaufgaben für Jugendliche dar. Biologisch-konstitutionelle, psychische und soziale Bedingungen nehmen hierbei Einfluss auf den Bewertungsprozess des Jugendlichen. Hierbei müssen Fragen zur sexuellen Präferenz, Geschlechtsidentität, Geschlechtsrolle und ethischen Bewertung mehr oder weniger bewusst beantwortet und bewertet werden. Hierbei kann es vermehrt zu Schwierigkeiten kommen in Bezug auf das Scheitern bei sozio-sexuellen Erfahrungen wie Anbahnung von Partnerschaft und sexuellen Kontakten, aufgrund von Diskrepanzen im sexuellen Erleben oder des sexuellen Verhaltens, welche wesentlich für die Attribution des Jugendlichen sind und Einfluss auf seine sexuelle und psychische Gesundheit im Lebensverlauf nehmen können.
Neben der Sexualpräferenz, die am ehesten sexuell erregenden Fantasien, gehören auch das konkrete sexuelle Verhalten, also welche sexuellen Handlungen die Person jemals durchgeführt hat, zur Exploration der sexuellen Präferenzstruktur. Hieraus resultieren, zusammen mit sozialen und gesellschaftlichen Bedingungen im Lebensumfeld der betreffenden Person, die Selbstdefinition der eigenen Sexualität auf der Ebene des Selbstkonzeptes. Die sexuelle Präferenz ist jedem Menschen mehr oder weniger bewusst und entwickelt bzw. entfaltet sich im Verlauf der ersten beiden Lebensdekaden und bleibt in der Regel ein Leben lang bestehen. Wie genau sich die Präferenzen entwickeln, ist nicht ausreichend erforscht. Die sexuelle Präferenzstruktur manifestiert sich entlang dreier Achsen:
1. Sexuelle Orientierung: Geschlecht des gewünschten Sexualpartners (männlich und/oder weiblich)
2. Ausrichtung: Alter, Körperschema und andere Eigenschaften des gewünschten Sexualpartners (z. B. kindlich, knabenhaft, fraulich, jugendlich, männlich)
3. Art/Typus des gewünschten Sexualpartners beziehungsweise Objektes und Modus der sexuellen Betätigung: präferierte Art und Weise sexueller Interaktion z. B. Initiative (aktiv oder passiv), Praktiken usw.

Dadurch bilden sich individuelle Erregungsmuster, die die größte Intensität an Lustgewinn ermöglichen. Allerdings führen Abweichungen von diesen Mustern zu geringerer Lustintensität, egal wie sehr es sich der Betreffende wünscht. Abweichende sexuelle Neigungen werden nicht als krank oder behandlungsbedürftig angesehen, sofern sie weder andere noch einen selbst gefährden.

## Genetische Einflüsse
Mit Hilfe von Zwillingsstudien, bei denen man sich die genetische Varianz von monozygotischen Zwillingen (100 % genetische Übereinstimmung) und dizygotischen Zwillingen (50 % genetische Übereinstimmung) zunutze macht, hat man versucht, die Frage zu klären, ob (Homo-)Sexualität genetisch vererbbar ist. Allerdings stieß man hierbei auf einige methodische Probleme wie z. B. die Unwahrscheinlichkeit der Annahme, die Zwillinge seien zu 100 % denselben äußeren Einflüssen ausgesetzt, oder die Art der Stichprobengewinnung, die die Ergebnisse durch eine Voreingenommenheit bei der Auswahl verfälschen könnte. Neu konzipierte und mit verbesserten Methoden durchgeführte Studien lassen den Schluss zu, dass die sexuelle Orientierung zu 32 % von genetischen Faktoren, zu 25 % durch die familiäre Umwelt und zu 43 % durch die spezifische Umwelt bestimmt wird. Für die Vererbung von nicht-heterosexuellen genetischen Einflüssen gibt es einige theoretische Erklärungsansätze, die sich aber bislang auf keine zweifelsfreie Evidenz stützen können. Studien, in denen Genom-Scans zwecks der Lokalisation solcher Gene durchgeführt wurden, die für die sexuelle Orientierung zuständig sind, haben Evidenzen für bestimmte Marker auf den Chromosomen 4, 7, 11, 12 und 15 erbracht.

## Hormonelle Einflüsse auf Sexualität
Hormonen wird ein großer Einfluss auf die frühe Gehirnentwicklung, vor allem die pränatale Entwicklung zugeschrieben. Somit beeinflussen Hormone auch die sexuelle Orientierung. Das generelle Prinzip hierbei ist, dass große Mengen von Androgenen in der kritischen Phase zur Entwicklung von männlichen Sexualcharakteristika führen, die Abwesenheit von Androgenen hingegen zur Entwicklung von weiblichen Sexualcharakteristika. Die Betrachtung eines als attraktiv wahrgenommenen Bildes geht nachweislich mit einer erhöhten Aktivität im Thalamus und Präfrontalcortex einher. Diese Erhöhung der Aktivität wird bei homosexuellen Männern sowie heterosexuellen Frauen als Reaktion auf männliche Gesichter und bei homosexuellen Frauen sowie heterosexuellen Männern als Reaktion auf weibliche Gesichter beobachtet. Hierbei werden ähnliche Strukturen aktiviert wie jene, die an räumlichen und verbalen Gehirnfunktionen beteiligt sind (mentale Rotation, räumliche Wahrnehmung und verbale Fertigkeiten). Außerdem lösen attraktionskonforme Pheromone und geschlechterspezifische Gerüche eine erhöhte Hypothalamusaktivität aus. Der anteriore Hypothalamus ist hierbei entscheidend für das männliche Rollenverhalten. Postmortale Untersuchungen haben gezeigt, dass diese Gehirnregion bei Frauen und homosexuellen Männern deutlich kleiner oder nicht vorhanden ist. Studien haben eine positive Korrelation zwischen dem Testosteronspiegel im Mutterleib und der Wahrscheinlichkeit einer späteren Präferenz für weibliche Sexualpartner: Je höher der Testosteron-Spiegel ist, desto wahrscheinlicher bringen die Mütter bi- oder homosexuelle Töchter zur Welt. Ebenfalls hat sich herausgestellt, dass Cortisol mit den Sexualhormonen interferiert, indem pränataler Stress den Cortisolspiegel und mithin die Wahrscheinlichkeit für Homosexualität erhöht.

## Einfluss der sozialen Umwelt
42 % der 11- bis 13-Jährigen und 79 % der 14- bis 17-Jährigen gaben 2009 an, bereits mit pornografischen Inhalten in Berührung gekommen zu sein. Dies ist insofern problematisch, als Pornographie oft ein realitätsfernes Bild von Sexualität bietet, das dem Lustgewinn z. B. durch die übertriebene Darstellung von Geschlechterrollen und durch die Objektifizierung von Frauen dienen soll. Außerdem kann Pornographie die Selbstwahrnehmung beeinflussen, quantitativ z. B. hinsichtlich der Größe der äußeren Geschlechtsorgane und qualitativ z. B. hinsichtlich der Art der sexuellen Interaktion. Außerdem kommt man durch den Konsum von Pornographie leichter mit paraphilen Inhalten in Kontakt.
Nicht-heterosexuelle Jugendliche sind insgesamt mehr Stressfaktoren ausgesetzt als heterosexuelle. Dies geht mit einer vier- bis siebenmal höheren Suizidrate einher. Überdies ist das Risiko, Mobbing zu erfahren, größer. Die Betroffenen leiden dreimal häufiger an Depressionen und sind einem erhöhten Risiko für affektive Störungen, Angststörungen, PTBS, Suchterkrankungen und Suizidgedanken ausgesetzt. Forschungen legen nahe, dass dies auf mangelnde Bewältigungsmöglichkeiten zurückzuführen ist.
Die Annahme, junge Menschen könnten durch den Umgang mit Homosexuellen selbst homosexuelle Neigungen entwickeln, lässt sich nicht bestätigen, da erste homosexuelle Phantasien durchschnittlich 3 Jahre vor der ersten gleichgeschlechtlichen Sexualerfahrung auftreten. Auch die Annahme, Homosexualität resultiere aus Schwierigkeiten in der Beziehung zu den Eltern, insbesondere zum gleichgeschlechtlichen Elternteil, konnte wissenschaftlich nicht bestätigt werden. Es wird vermutet, dass heterosexuelle Menschen sexuelle Handlungen mit Gleichgeschlechtlichen auch als Ersatzhandlungen in solchen Situationen ausführen, die durch ein langes Zusammenleben ausschließlich mit Menschen gleichen Geschlechts geprägt sind, wie es etwa in Klöstern und Haftanstalten der Fall ist. Man spricht dann von situativer Homosexualität. Die Forschungslage ist auf diesem Gebiet allerdings wegen der mit solchen Handlungen verbundenen Stigmatisierung relativ dünn. Insgesamt hängt die sexuelle Orientierung mit größerer Wahrscheinlichkeit von biologischen als von sozialen Faktoren ab, da die empirischen Hinweise auf biologische Zusammenhänge umfangreicher sind, etwa die Unterschiede zwischen Kindern, die noch keinen sozialen Einflüssen unterliegen, und Unterschiede vor der Entwicklung sexueller Interessen.